# Villa Sforzesca
La villa Sforzesca est située à l'extrémité orientale du territoire municipal de Castell'Azzara, dans la localité de La Sforzesca presque à la frontière entre la province de Grosseto et la province de Sienne, en Toscane.

## Histoire
La villa a été construite en 1576 pour le cardinal Alessandro Sforza à la frontière entre le comté de Santa Fiora et les États pontificaux, avec l'église adjacente de San Gregorio Magno alla Slorzesca et la courtine partiellement perdue. Les travaux de construction ont d'abord été confiés à Tiberio Calcagni et après sa mort à Giovanni Fontana.
En particulier, l'édifice devait servir au cardinal à la fois de résidence d'été et de base pour la répression du brigandage, dont il fut chargé par le pape Grégoire XIII.

## Description
La villa Sforzesca a un plan rectangulaire, avec une façade bien restaurée qui enferme une cour intérieure, où quelques ruines sont visibles.
Le bâtiment est réparti sur trois niveaux, avec un portail d'entrée central surmonté d'un arc en plein cintre où se trouve le blason. Les éléments stylistiques témoignent des origines Renaissance du complexe. À l'intérieur, des traces de décorations et de fresques de la fin du XVIe siècle et de l'époque baroque sont visibles.
Dans la zone en face, l'église contemporaine de San Gregorio Magno domine le côté droit, restaurée en 1856 par le prélat Celestino Ricci Menichetti.

## Galerie

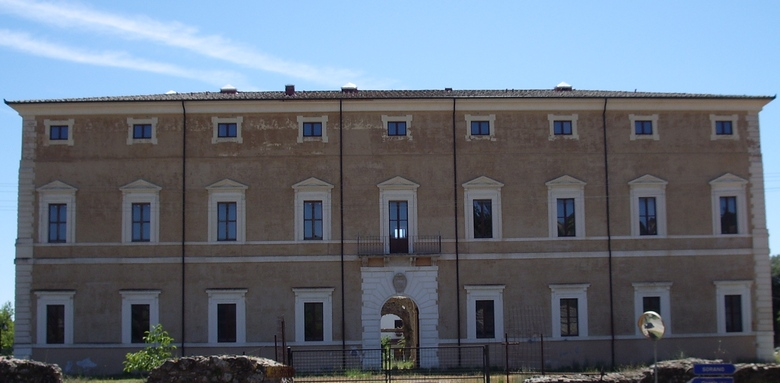
La villa Sforcesca
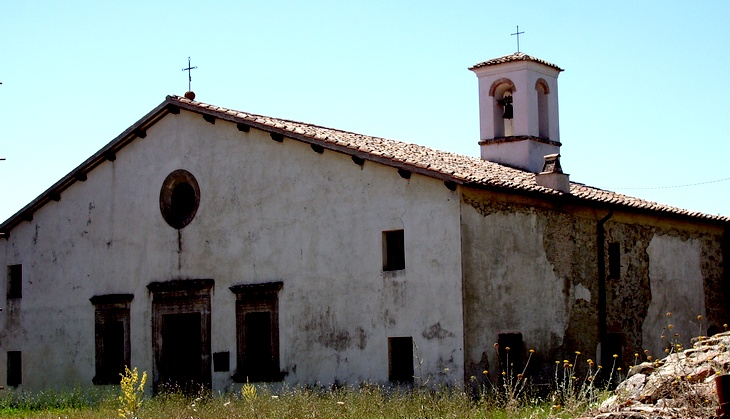
Église San Gregorio Magno